# Formschnitt
Unter Formschnitt versteht man die Kunst, Pflanzen durch besondere Schnitttechniken in eine meist geometrische Form zu bringen und ihnen ein architektonisches, ornamentales oder figürliches Aussehen zu verleihen.

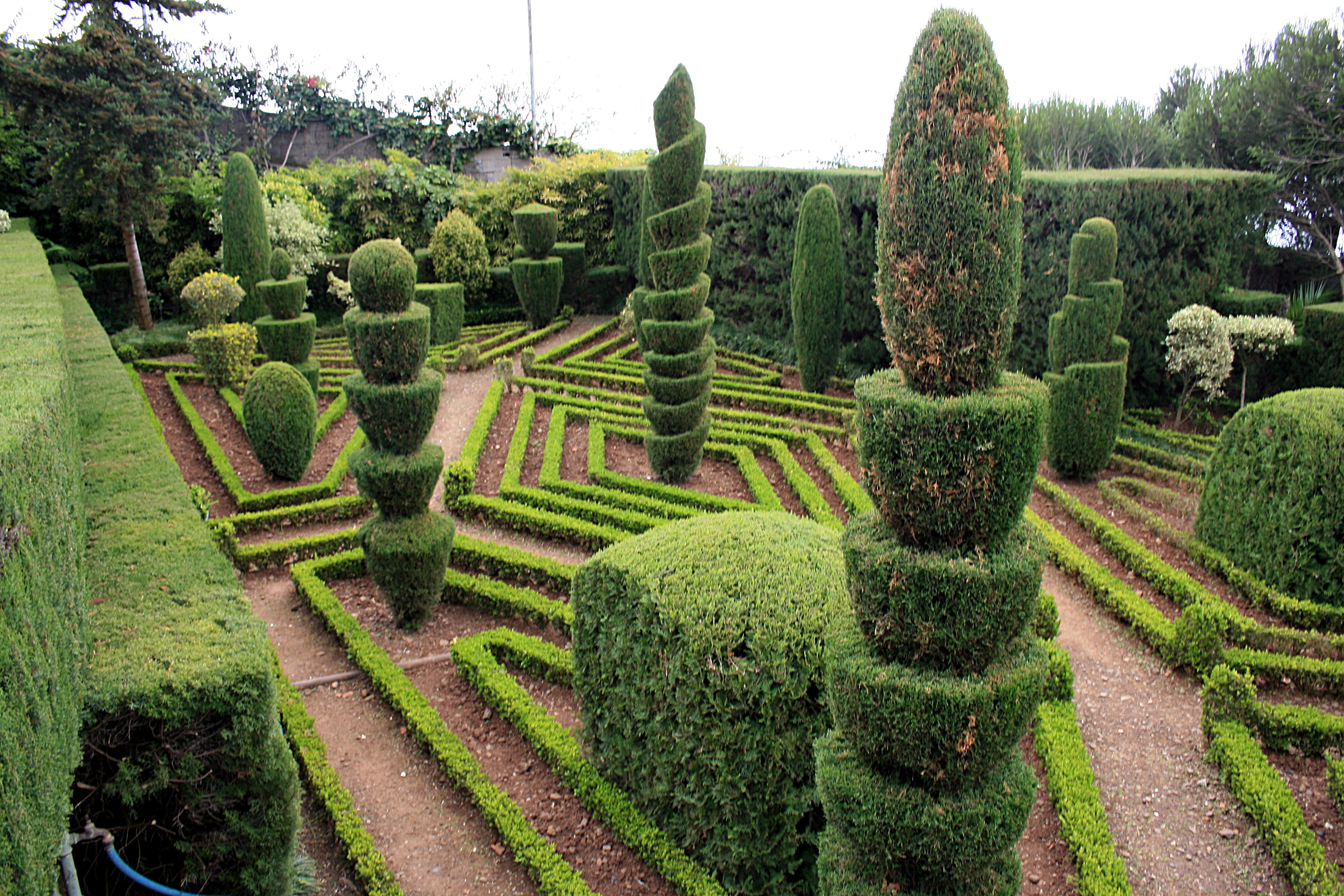
Botanischer Garten in Funchal, Madeira

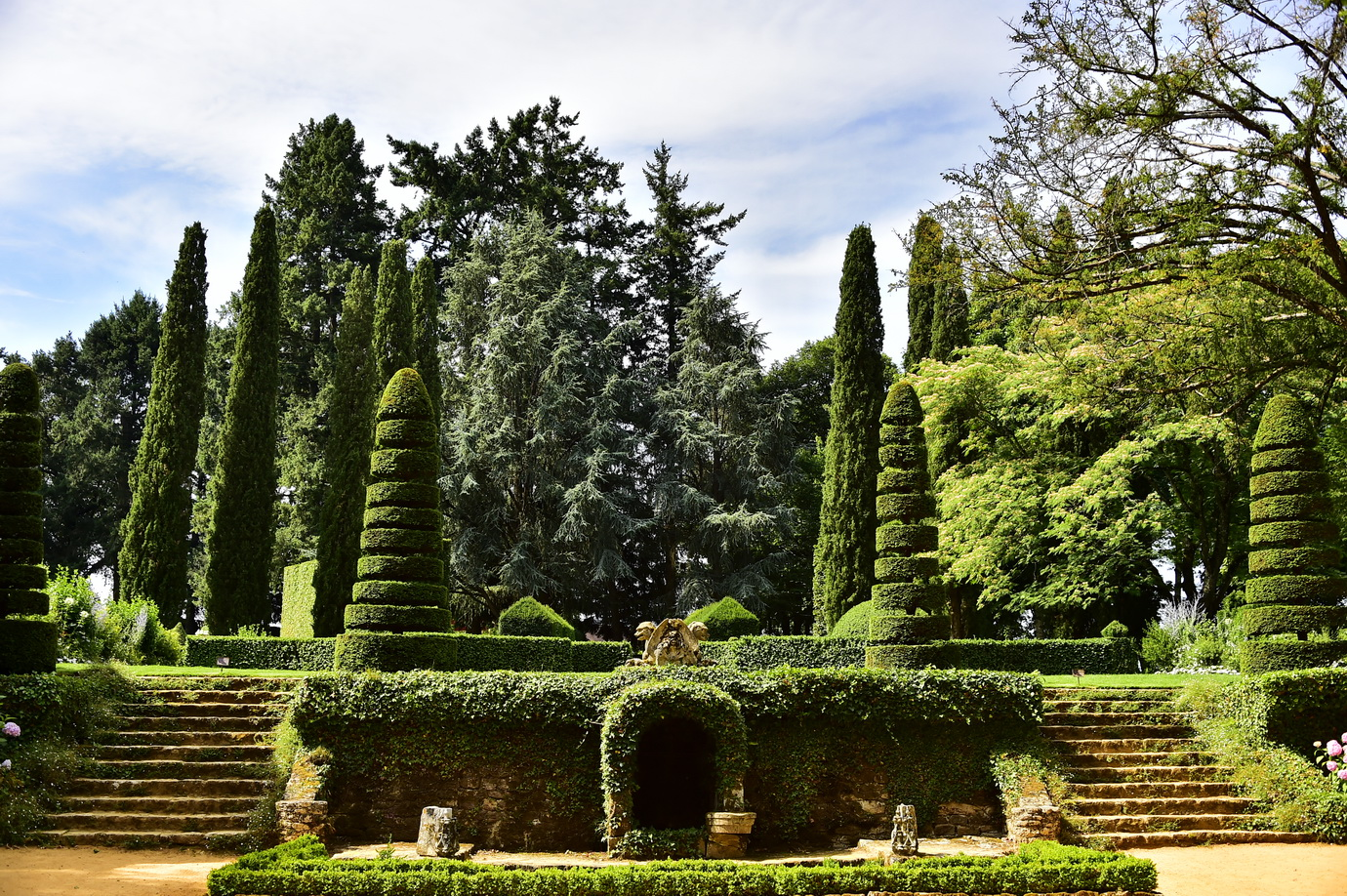
Jardins du Manoir d'Eyrignac

## Begriff
Gelegentlich wird im Deutschen auch der Begriff Topiari verwendet. Er ist verwandt mit englisch topiary, wobei hierunter nur Formbäumchen unter Ausschluss der Broderie verstanden werden. Topiary kommt indirekt vom griechischen Wort τόπος tópos „Ort, Landschaft“: Davon wurden im Lateinischen die Bezeichnungen topiarius für „Kunstgärtner“ und ars topiaria für „Gartenkunst“ abgeleitet. Letzterer Ausdruck wurde ab der Renaissance für den kunstvollen Pflanzenschnitt gebraucht. Auf Französisch heißt Formschnitt art topiaire.

## Geschichte

### Antike
Die Kunst des Formschnitts hat eine jahrtausendelange Tradition. Ägyptische Grabmalereien, persische Miniaturen und römische Fresken zeigen geformte Pflanzen. Man weiß von Gartensklaven griechischer Herkunft, den topiarii, die für Kaiser und wohlhabende Familien im römischen Reich arbeiteten. Plinius der Ältere besaß Weingärten, die er mit Zypressen einfassen ließ. In seinem Werk Naturalis historia aus dem Jahr 70 nach Christus bemerkte er: … doch heutzutage werden sie gestutzt, um ihnen eine schlanke Gestalt zu geben. Manche werden auch kunstvoll zu Jagdszenen, Schiffsflotten und Nachbildungen anderer Gegenstände geschnitten. Sein Neffe Plinius der Jüngere beschrieb im Garten seiner Villa Laurentium eine Terrasse, umgrenzt von einer Hecke aus Buchs, die mit verschiedenen Formen verziert ist. Von dort führt ein Hang bergab, gesäumt von einander gegenüber stehenden Tierpaaren aus geschnittenem Buchs.

### Mittelalter

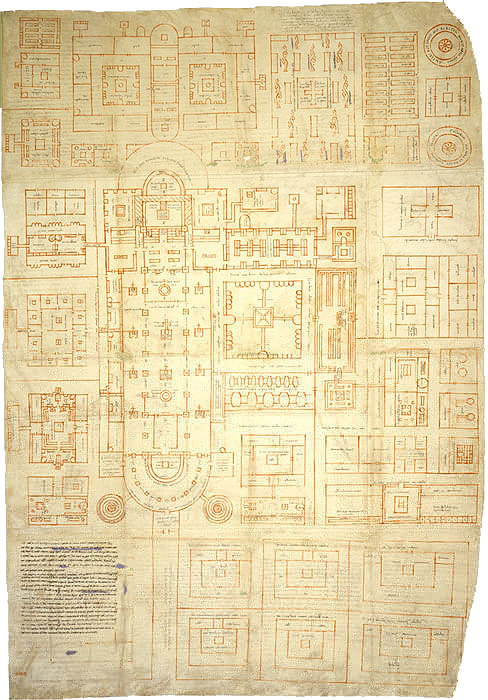
Sankt Galler Klosterplan

Als das römische Weltreich im 5. Jahrhundert zerbrach, wurden vor allem in Klostergärten niedrige Hecken um die Gemüse- und Kräuterbeete gezogen. Beispielhaft dafür ist der St. Galler Klosterplan aus dem frühen 9. Jahrhundert.
Eine Sonder-Form des Pflanzenschnitts waren Tanz- und Gerichtslinden. Über großen Holzreifen wurden starke Äste flach gelegt, sodass eine begehbare Fläche entstand, die man mit Dielen belegte. Tanzlinden stehen heute noch z. B. in Peesten, Grettstadt oder Sachsenbrunn.

### Renaissance
In der Renaissance wurde der Formschnitt wiederbelebt. Die Architekten von Schlössern und Landsitzen legten formale Gärten mit Terrassen und Irrgärten an. Im streng geometrischen Schema dienten die geschnittenen Gehölze als Strukturelemente. An den Höfen wurde Französisch gesprochen und auch die Gärtner bedienten sich dieser Sprache. Sie schufen kunstvolle, mit niedrigen Hecken umgebene Beete, parterres genannt. Im Inneren der Einfassungen wuchsen im potager die Küchenkräuter, im médicinal die Arzneipflanzen und im bouquetier farbenprächtige Blumen. Der französische Schriftsteller Olivier de Serres (1539–1619) verglich den Entwurf eines Parterres mit der Tätigkeit eines Malers. Die Beete sollte wie ein Gemälde in einem kostbaren Rahmen wirken. Dieser Rahmen bestand vor allem aus Buchsbaum, aber auch aus Lavendel, Wermut, Heiligenkraut und Ysop.

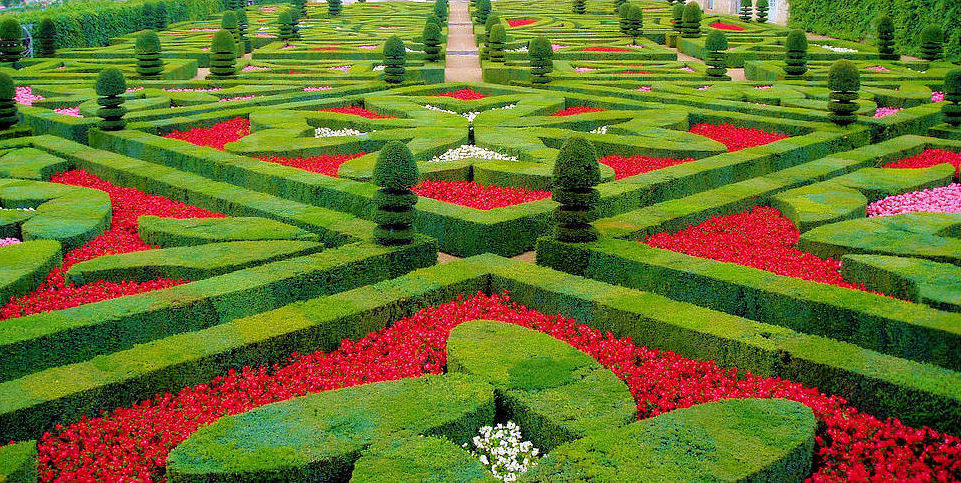
Garten der Liebe am Schloss Villandry

Parterres mit geschwungenen und ineinander verschlungenen Mustern symbolisieren etwa Formen der Liebe, wie beim Garten der Liebe im Park von Schloss Villandry (Frankreich), wo Buchshecken zu Herzen, Schmetterlingen, Flammen, Masken, Fächern oder Schwertern gestaltet sind. Vorlage für den dortigen Gemüsegarten waren Stiche von Jacques I. Androuet du Cerceau von 1576.
Aus dieser Zeit stammen viele Topiari-Gärten in England. Während der Regierungszeit Heinrichs VII. entstanden um 1500 Knotengärten aus geschnittenem Buchs oder Lavendel.
Der Garten Heinrichs VIII. im Hampton Court Palace war mit Figuren wie rennenden Windhunden, Hirschen, Bären, Urnen und Booten bestückt. Sir George Sitwell schrieb 1909 in „On the Making of Gardens“: Selbst die Formschnittfiguren der Renaissance, die grünen Schiffe und Helme, Riesen, Drachen und Zentauren, hatten ihren Sinn. Weil sie so ungewöhnlich waren, erregten sie Aufmerksamkeit, förderten die Fantasie und stärkten die Erinnerung.

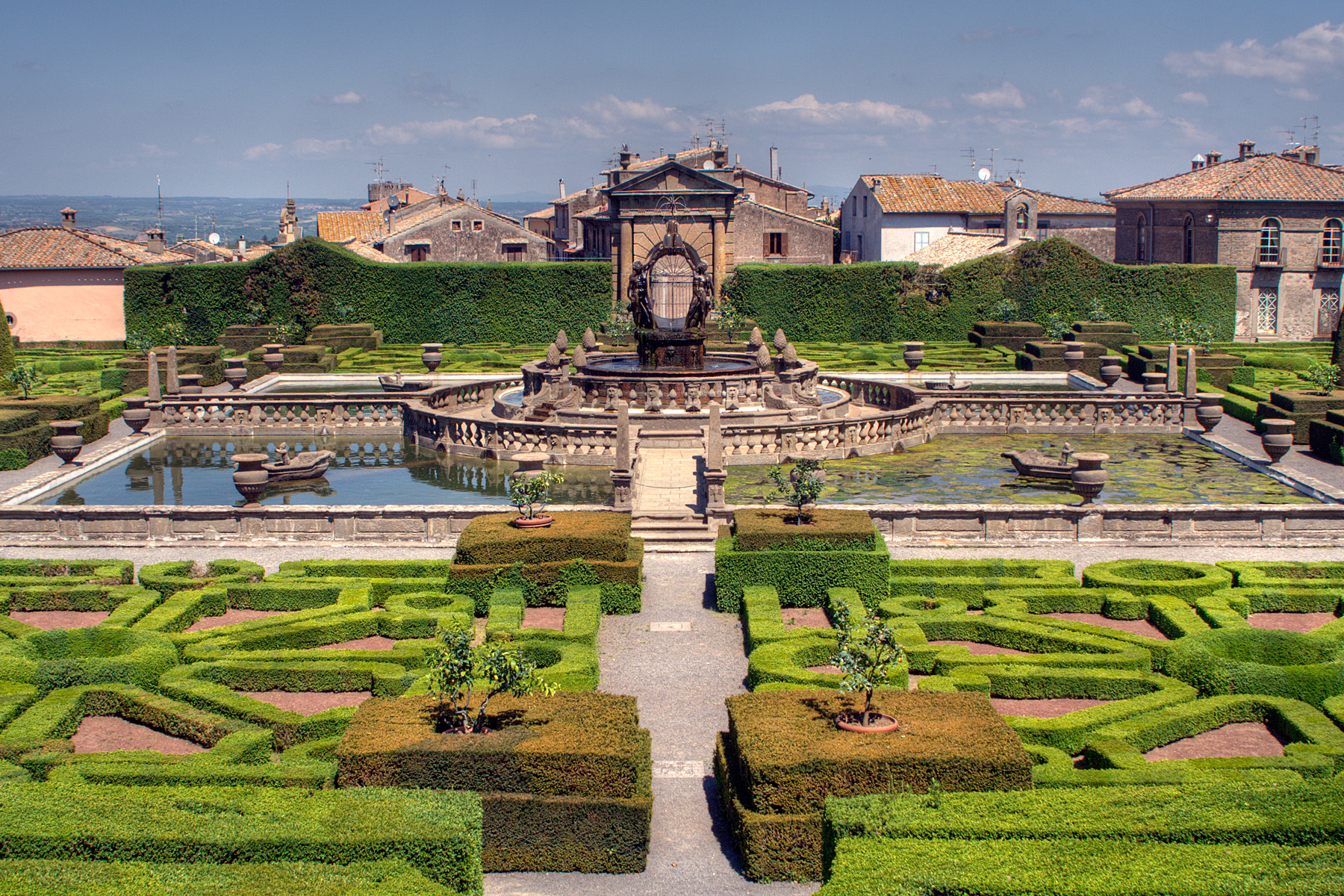
Garten der Villa Lante

Berühmte Gärten in Italien sind zum Beispiel die Gärten der Villa Medici (Poggio a Caiano), der Villa d’Este, der Villa Lante, der Villa La Petraia oder auch der Giardino Giusti bei Verona. Der Architekt Leon Battista Alberti entwarf 1459 die Villa Quaracchi bei Florenz für Giovanni Ruccellai. Dieser notierte in seinem Tagebuch Albertis Entwürfe für Formschnittfiguren, nämlich Kugeln, Säulen, Tempel, Vasen, Urnen, Affen, Esel, Ochsen, ein Bär, Riesen, Männer und Frauen, Krieger, eine Hexe, Philosophen, Päpste und Kardinäle.
Um 1613 wurde der Hortus Eystettensis in Eichstätt angelegt. Basilius Besler verfasste gleichnamiges Buch über 1084 Pflanzen mit 367 Kupferstichen, nach dem 1998 der Bastionsgarten mit thematisch bepflanzten Beeten neu gestaltet wurde.

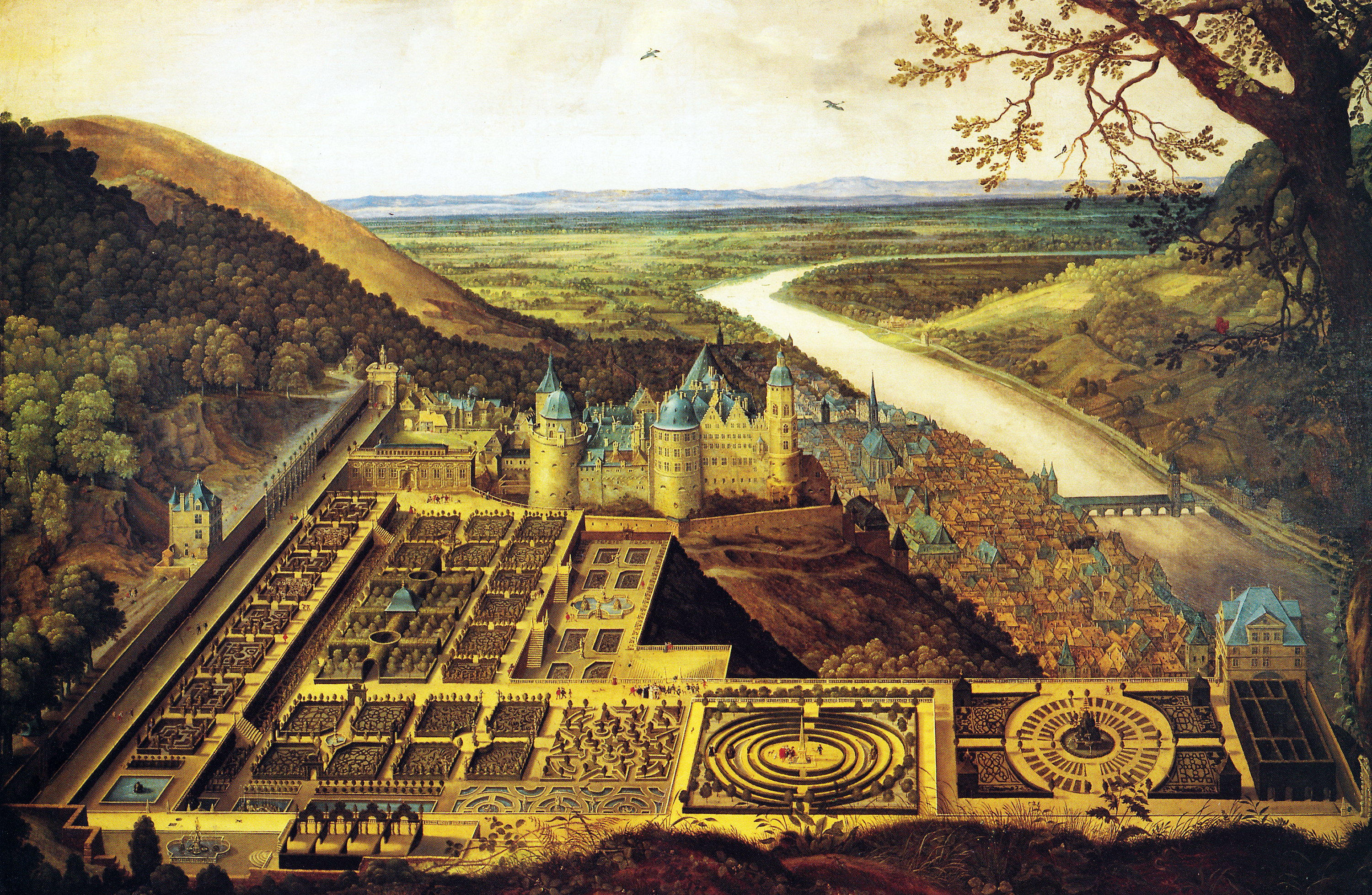
Hortus Palatinus und Heidelberger Schloss, Gemälde von Jacques Fouquiere; Kurpfälzisches Museum Heidelberg

Von 1614 bis 1619 entstand der erste deutsche Renaissance-Garten, der Hortus Palatinus im Schlossgarten Heidelberg. Salomon de Caus entwarf ihn für Friedrich V. mit vier Knotenbeeten aus unterschiedlich hohen und daher plastisch wirkenden Pflanzenbändern, die meist unterschiedliche Gehölz- und Staudensorten in mehreren Farbschattierungen enthielten.
1632 empfahl Peter Lauremberg in seinem Gartenbaulehrbuch Horticultura Liguster, Rosmarin, Blasenstrauch, Weißdorn, Wacholder, Berberitze, Lorbeer und Flieder für den Formschnitt und gab detaillierte Anleitungen für die Gestaltung von Hecken. Gerüste für allerlei Figuren aus entrindeten Haselnussruten wurden demnach in den Wintermonaten hergestellt und im Frühjahr bepflanzt.

### Barock

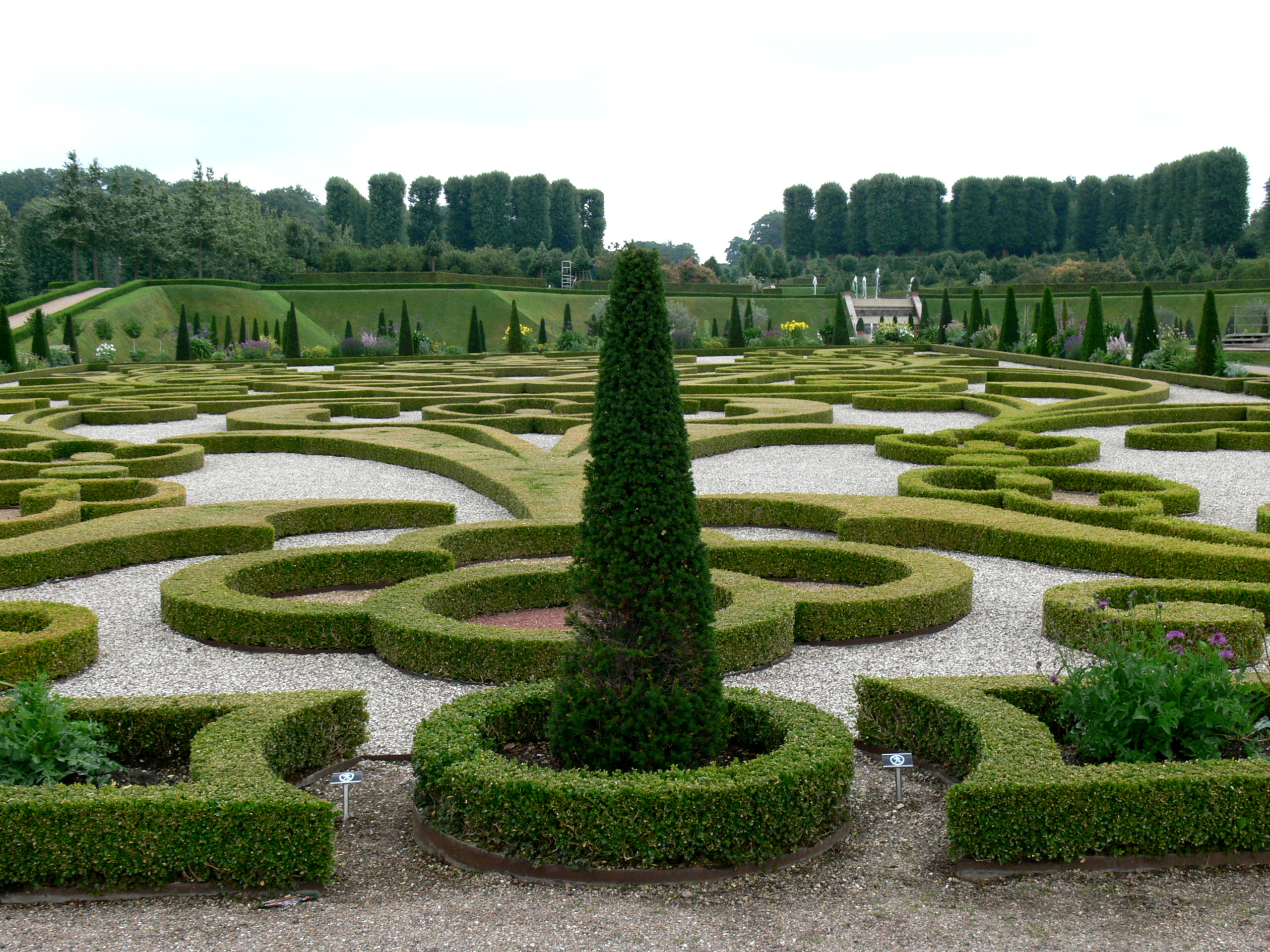
Ornamentgarten von Schloss Frederiksborg, Dänemark

Ab dem Beginn des 17. Jahrhunderts entwickelten die höfischen Architekten den Barockpark als Teil des Gesamtkonzepts eines Schlosses. Der neue Gartenstil verbreitete sich bald über ganz Europa. Vorbild für viele Gärten wurde der Garten von Versailles. Der Hofgärtner Ludwigs XIV., André Le Nôtre, perfektionierte darin die Geometrie. In seinem von ‚beglückender Mathematik‘ bestimmten Gartenstil ordnen sich die Pflanzen mit ihren Eigenarten und Wirkungen der Architektur und Ornamentik des Gartens unter. Hainbuche und Buchsbaum sind – neben Stein, Holz und Wasser – die lebendigen Werkstoffe, mit deren Hilfe Linie und Quadrat, Arabeske und Palmette, Perspektive und Harmonie geschaffen werden. Die strengen Formen entsprachen der absolutistischen Regierung der französischen Könige. Der Mensch zwang die Natur in eine von ihm geschaffene Ordnung und steigerte dadurch die Wirkung der prachtvollen Architektur eines Schlosses. Der Nutzgarten wurde ausgegliedert, Lustgärten entstanden. Die Umfassungen wurden zu verschlungenen Arabesken und Voluten zwischen farblich abgesetztem Kies oder Sand. Man nannte sie Broderien, da sie zierlichen Stickereien glichen. Bei mit hoher Kunstfertigkeit etagenförmig geschnittenen Eiben standen bis zu sieben tellerförmige Astreihen in gleichem Abstand übereinander.

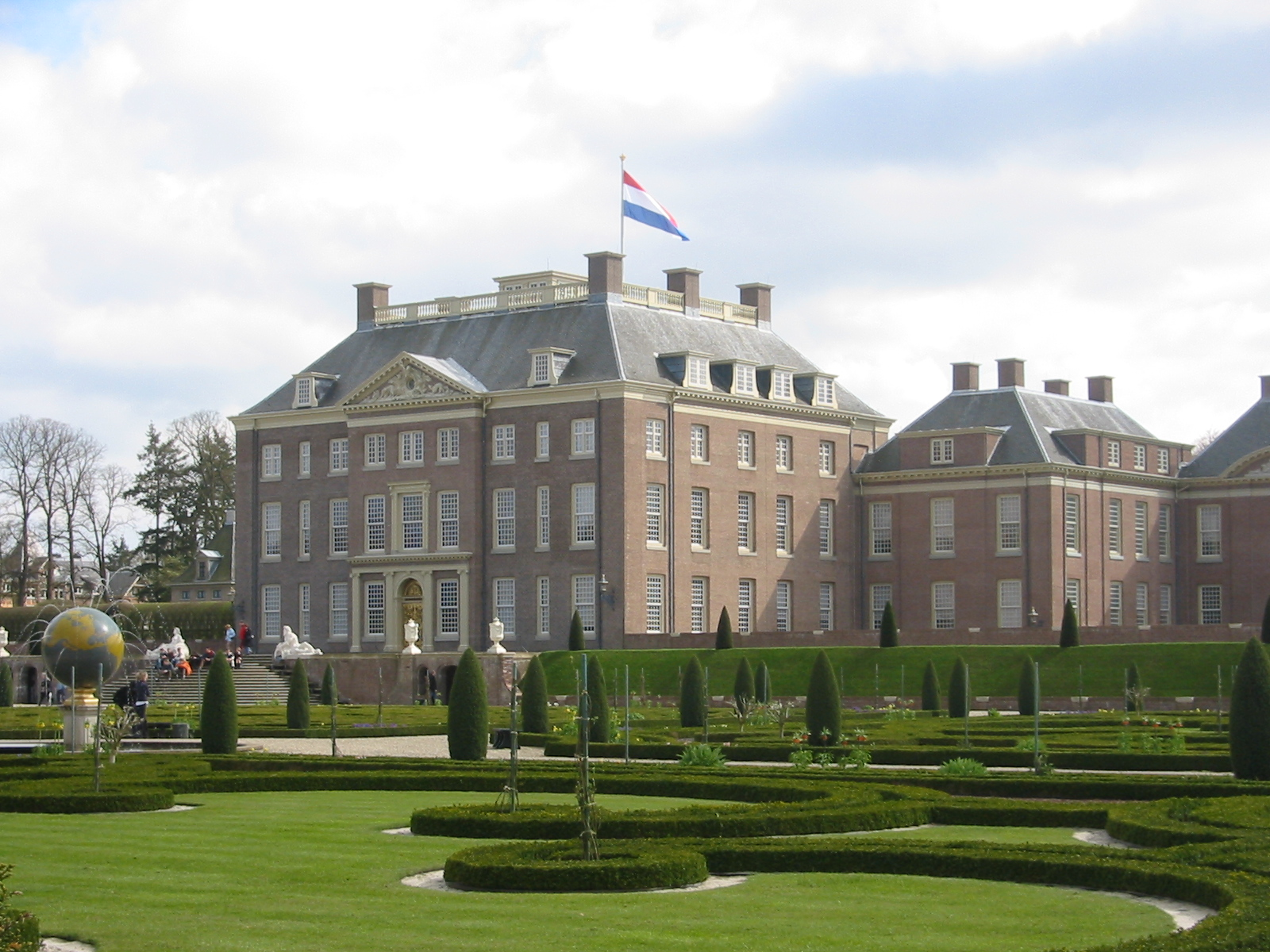
Garten von Het Loo

Nicht alle Zeitgenossen konnten sich für diesen Gartenstil begeistern. 1625 beschrieb Francis Bacon in seinem Essay on Gardens solche Baumfiguren als kindisch. Auch Louis de Rouvroy, duc de Saint-Simon, beurteilte den Garten von Versailles skeptisch: Die Gärten sind gewiss wunderbar, aber unerfreulich zu benutzen, und sie zeugen von schlechtem Geschmack. Man kann den kühlen Schatten nicht erreichen, ohne durch trockene Hitze zu gehen … Das Steinpflaster der Wege verbrennt die Füße, doch wäre es nicht da, würde man im Sand oder schwarzen Schlamm versinken. Die Gewalt, die der Natur angetan wird, ist abstoßend.
Bekannt sind auch die Gärten von Schloss Vaux-le-Vicomte, Maincy, Ile-de-France und Het Loo in Belgien.

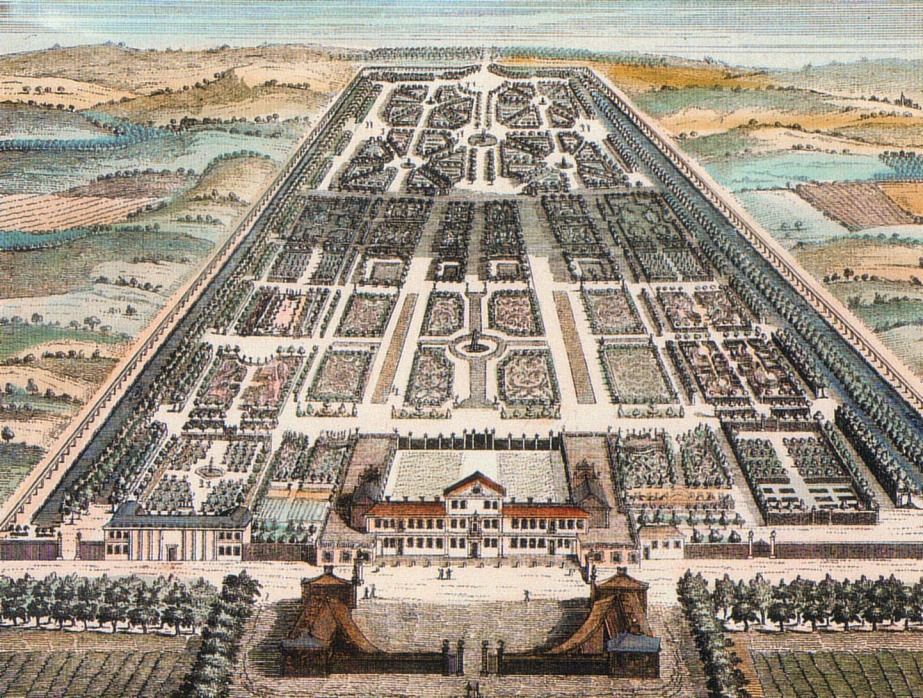
Großer Garten in Herrenhausen, Plan von Nathaniel Parr, um 1745

Der 1666 als Sommerresidenz für Sophie, Ehefrau von Fürst Ernst August angelegte Große Garten in Hannover-Herrenhausen ist der einzige Barockgarten in Deutschland, der in ursprünglicher Größe und Gestalt erhalten ist. Im 31000 Quadratmeter großen Barockparterre gibt es prächtige und reich gestaltete Buchsbroderien mit Rasenstücken, Kiesbändern und Blumen. Der Monarch imitierte die französische Gartenkunst und die luxuriöse Hofhaltung nach dem Vorbild Ludwig XIV. Sein Gartenbaumeister Martin Charbonnier war Schüler von André Le Nôtre wie auch Dominique Girard, der die Gärten von Schloss Augustusburg in Brühl, Schloss Nymphenburg in München, Schloss Schleißheim und Schloss Belvedere in Wien entwarf.
Von 1744 bis 1764 wurde der Rokoko-Lustgarten Sanssouci für Friedrich den Großen erbaut mit einem terrassierten Weinberg, Marmorkolonnaden und einem chinesischen Teehaus. Weitere bekannte Barockgärten in Deutschland befinden sich in Großsedlitz bei Dresden, Würzburg, Bayreuth und Schwetzingen.

### Romantik
Im 18. Jahrhundert kam der streng gezirkelte Garten aus der Mode und damit auch der Formschnitt. Der englische Landschaftsgarten mit natürlich gewachsenen Gehölzen und Sträuchern wurde bevorzugt. Gartenarchitekten gestalteten ehemals barocke Gärten und Parks um. In der Romantik erreichte die Gestaltung von Pflanzen einen Tiefpunkt. Viele formale Gärten wurden zerstört oder verwilderten entsprechend den romantischen Ideen ihrer Besitzer. In England warnte man, daß bei dem schnellen Umgreifen dieser Methode bald keine drei Bäume mehr in einer Reihe stehen würden.

### 19. Jahrhundert
Im 19. Jahrhundert kehrten formale Gartenideen zurück und mischten sich mit anderen Stilelementen. Neue Formen wie Spiralen kamen auf, Pflanzenarten wie Rhododendren oder Ilex wurden zum Formschnitt verwendet. Zu Wohlstand gekommene Industrielle ließen repräsentative Landhäuser mit großen Gärten erbauen, vor allem in England.

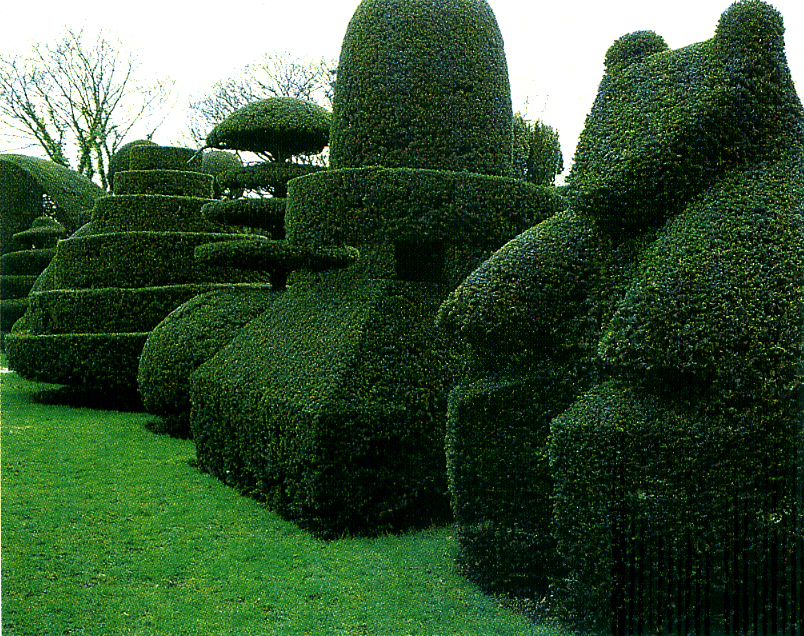
Topiarigarten in Beckley Park manor, Oxfordshire

Der Earl of Barrington ließ von 1840 bis 1850 in Elvaston Castle, Derbyshire, einen großen viktorianischen Garten mit einer zehn Meter hohen Hecke aus alten Eiben, riesigen Topiary-Vögeln und anderen Figuren errichten. Manche davon wurden in der Baumschule Elvaston Nurseries schon fertig geformt, bevor sie in den Schlossgarten gebracht wurden. John Loudon berichtete: Viele große Pflanzen … mussten auf ihrer Reise … durch die Stadt Derby gebracht werden. Manche waren so riesig, dass die Fenster rechts und links der Straße zu Bruch gingen. Dieser Garten wurde zum Vorbild für andere englische Gärten. Der englische Adel ließ große und aufwändige Gärten anlegen, die Kosten für die Erhaltung und Pflege fielen damals nicht ins Gewicht. Die Gräfin von Westminster konnte daher 85 Gärtner beschäftigen, 55 im Freien und 30 in den Gewächshäusern.
In Portugal wurden oft Kamelien für den Formschnitt verwendet. Die chinesische Pflanze wurde zwischen 1800 und 1810 aus England eingeführt und gedieh prächtig in dem warmen und feuchten Klima Nordportugals. Die Pflanzen sind oft übermannshoch und sind entweder in geometrische Formen wie Zylinder, Obelisken oder Pyramiden geschnitten oder bilden Lauben über einem Holzgerüst (casa do fresco). Die Pflanzen blühen zwischen Januar und März und werden ab Juni beschnitten. Gute Beispiele sind in den Gärten von Casa do Campo, Douro, Casa des Condes de Campo Belo in Vila Nova de Gaia, Quinta do Alao, Porto und Casa dos Biscainhos in Braga zu finden.

### 20. Jahrhundert
Im 20. Jahrhundert kamen formal gestaltete Gärten der geradlinigen Architektur entgegen und passten sich ihr an. Namhafte Gartengestalter wie Edwin Lutyens, Gertrude Jekyll und Reginald Blomfield verteidigten die Kunst des Formschnitts; besonders letzterer lehnte naturnahe Pflanzungen ab und forderte eine Rückbesinnung auf die Formschnittkunst des Mittelalters. Vor allem Firmen, Hotels, Banken und stattliche Stellen ließen mit vergleichsweise geringem finanziellen Aufwand streng und gerade deshalb sehr modern wirkende Gärten anlegen. Sie sind jedoch nicht unumstritten. Das 20. Jahrhundert ist geprägt durch einen Ideologiestreit von Verfechtern und Gegnern des formalen Gartens und gestalteter Pflanzen … Formgehölze im Garten geben immer wieder Anlaß zur Bewunderung, aber sorgen manchmal auch für Diskussionen. Oft wird von vergewaltigter Natur gesprochen.

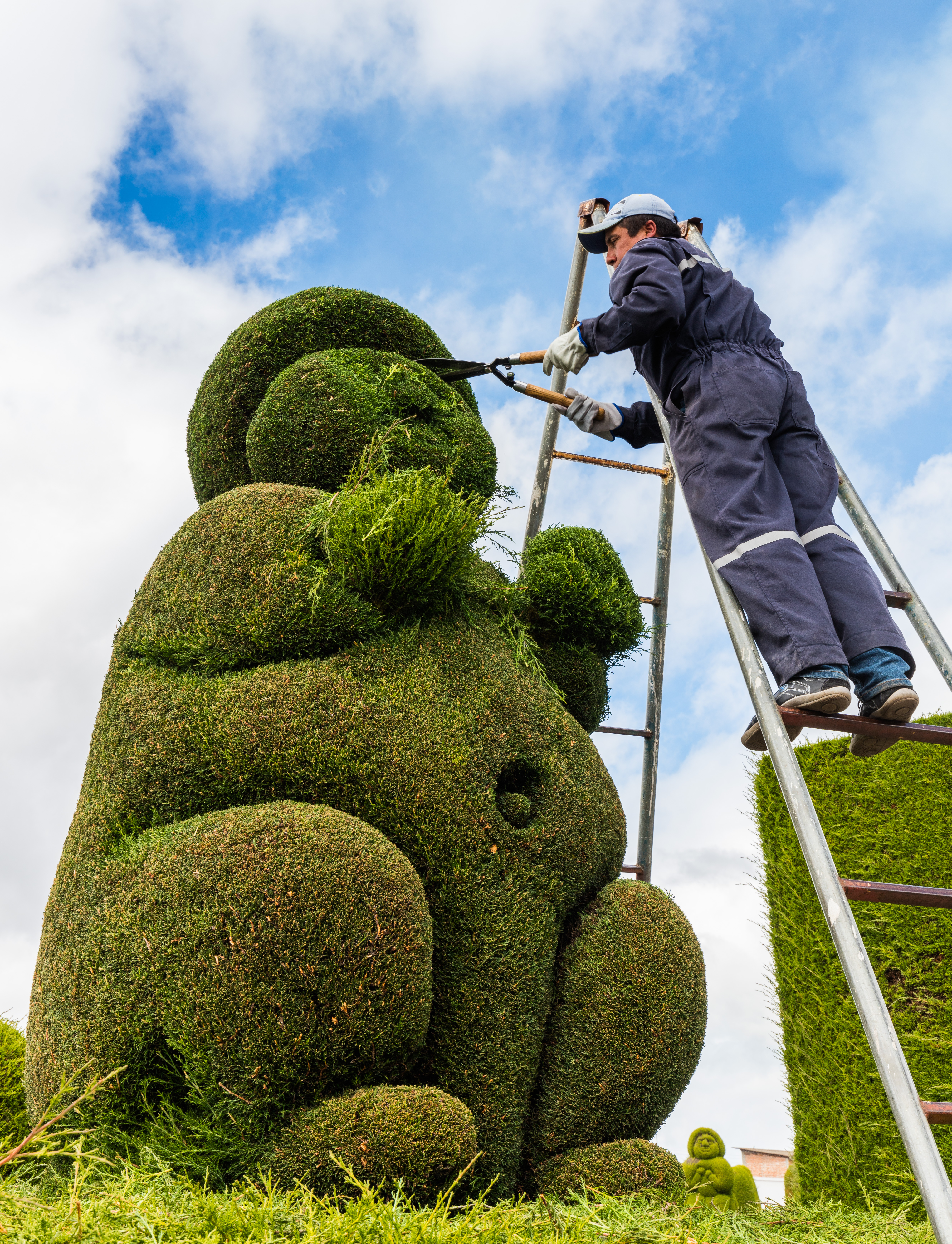
Friedhof von Tulcán, Ecuador, Arbeiter

Ein außergewöhnliches Beispiel ist der 1936 von José Franco Guerrero umgestaltete Friedhof von Tulcán in Ecuador, 150 Kilometer nördlich der Hauptstadt Quito. Er weist ein regelmäßiges Rechteckmuster von Hecken und Gängen auf. Arkaden sind geometrisch oder figürlich bekrönt, es gibt Obelisken, Karyatiden und verschiedene Tiere. Auch südamerikanische Helden, Inkas und Azteken wurden gestaltet. Riesige Bäume bilden einen Elefanten oder einen Astronauten. In die Zypressenhecken sind kunstvolle Reliefs eingeschnitten.
Im Park der Schule für Gehörlose in Columbus, Ohio, USA stellte der Bildhauer James Mason Georges Seurats Gemälde Sonntag auf der Insel Grande Jatte auf 2000 Quadratmetern mit Formgehölzen nach. Es sind 50 Figuren an schwarz lackierten Eisengestellen, wobei die größte Figur 3,5 Meter hoch ist, weiter gibt es acht Boote, drei Hunde, einen Affen und eine Katze. Im Topiari-Garten von Pearl Fryar in Bishopville, South Carolina, USA, wachsen Hunderte von ungewöhnlich geformten Bäumen. Ein anderes Beispiel aus den USA ist der gepflegte Garten des Getty-Museums in Kalifornien.
Am Hilton Munich Airport entstand 1994 ein moderner Buchsgarten, den der amerikanische Landschaftsarchitekt Peter Walker entworfen hat. Sechs Meter hohe Hainbuchenpyramiden stehen zwischen Eibenkuben, es gibt Lavendelparterres und Flächen aus farbigem Kies. Im Sony-Center in Berlin wurde im Jahr 2000 ein weiterer Garten dieses Architekten angelegt. Unter einem rotierenden Baldachin aus Stahl und Glas wachsen zwei Buchsflächen mit 33000 Pflanzen, aus denen Pappeln, Birken und Linden ragen. Weitere bekannte Gartengestalter, die mit Formgehölzen arbeiten, sind Jacques Wirtz (Belgien) und Piet Oudolf (Niederlande).

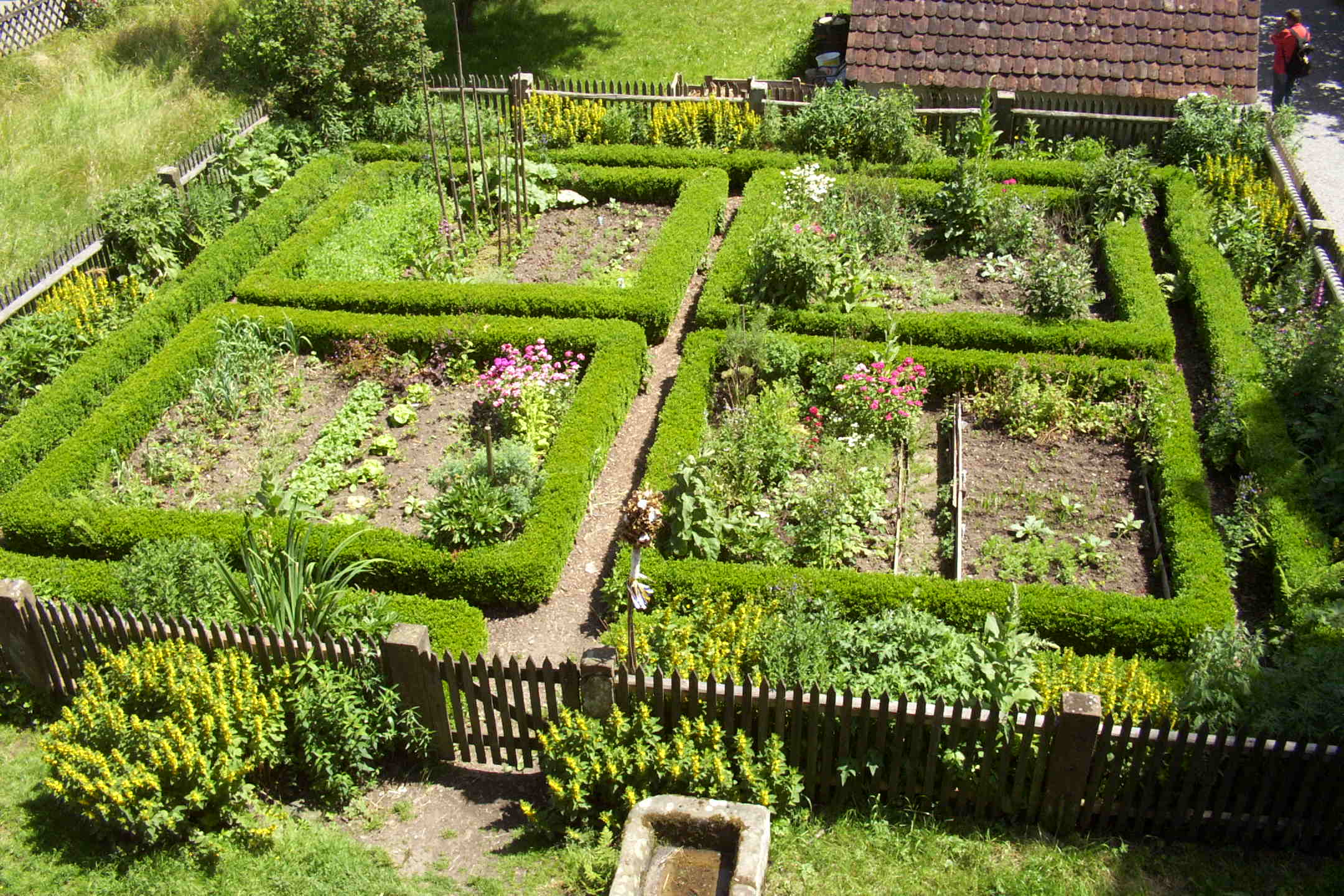
Museumsgarten Vogtsbauernhof im Schwarzwald

Gegen Ende des 20. und zu Beginn des 21. Jahrhunderts hat Topiari einen Siegeszug durch öffentliche und private Gärten angetreten. 1996 wurde in England die Zeitschrift Topiarius gegründet. In Bauerngärten wird die Idee der Klostergärten aufgegriffen, in einer rechteckigen oder quadratischen Anlage die Beete mit Buchsbaumhecken einzufrieden. Oft gibt es auch ein Wegekreuz in der Mitte des Gartens, das manchmal zu einem Rondell mit einer auffälligen Solitärpflanze, einem Brünnlein oder einer Statue erweitert ist.
Öffentliche Freiflächen werden mit Zwergmispel oder Kriechspindel bepflanzt; Buchse, Eiben und Bambusse lassen sich zeitgemäß arrangieren und mit natürlich gewachsenen Pflanzen kombinieren. Buchskugeln stehen inzwischen in vielen Gärten auf dem Rasen, in Rabatten und im Zentrum von Kräutergärten. Baumschulen und Gartencenter bieten eine große Auswahl an fertig geschnittenen Pflanzen an.
Die zunehmende Ausbreitung des Schlauchpilzes Cylindrocladium buxicola, der zum Absterben der befallenen Buchsbäume führt, setzt der Ausbreitung dieser Nutzungsart jedoch zunehmend Grenzen. Der Pilz scheint sich besonders durch Laubbläser in Gärten und Parks auszubreiten.

### Ostasien
Die fernöstliche Gartenkunst weicht erheblich von der europäischen ab.

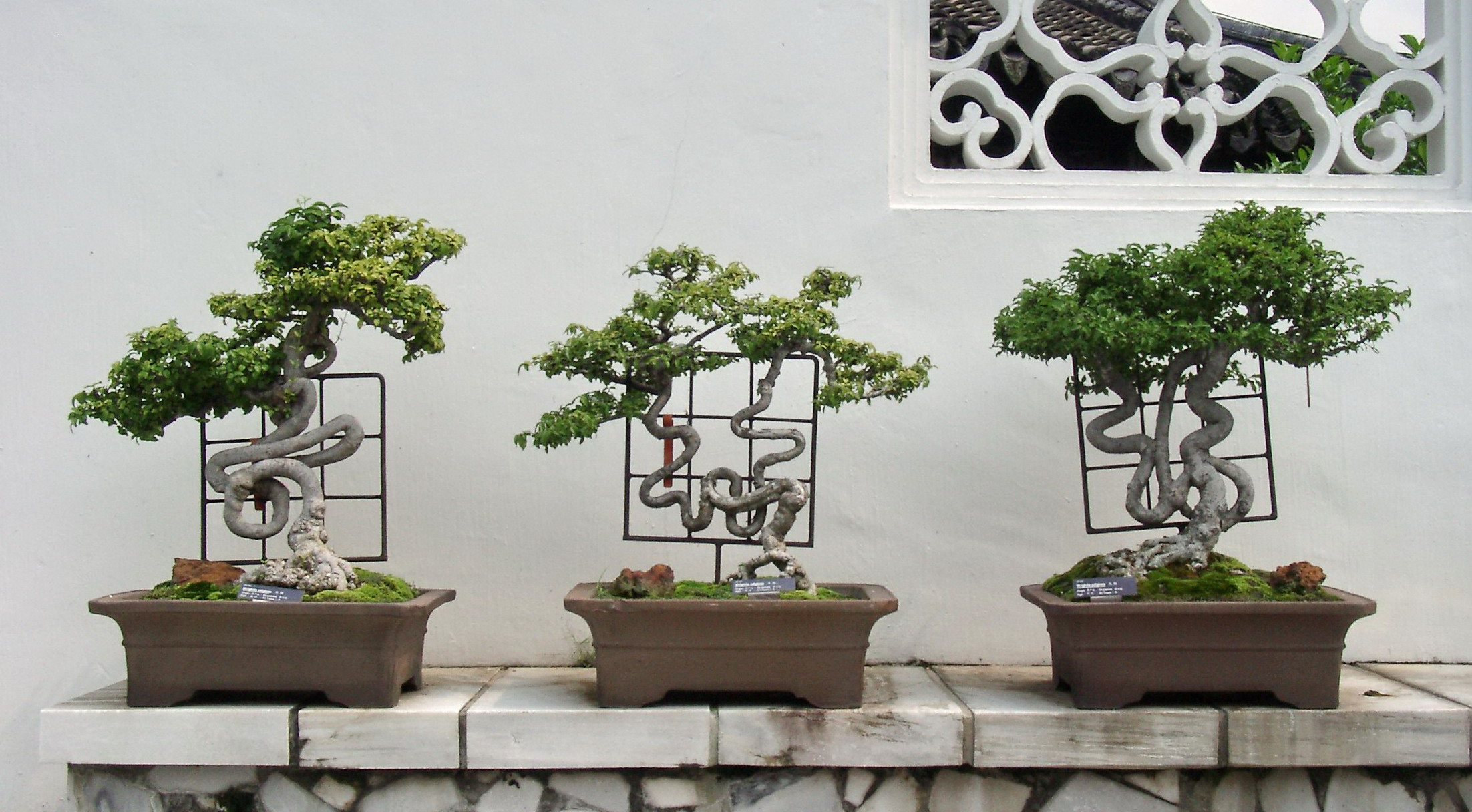
Bonsai im chinesischen Garten in Singapur

Die chinesischen Gärtner streben danach, Erde, Himmel, Steine, Wasser, Gebäude, Wege und Pflanzen in Harmonie zu vereinen. Bonsai und ästhetisch durchgeformte Bäume wie Kiefern oder Ahorne stehen vor einer weißen Wand oder neigen sich über eine Wasserfläche. Der Garten ist eine verkleinerte, idealisierte Landschaft und wird als abstraktes Kunstwerk verstanden. Durch ständigen Rückschnitt von Wurzeln, Trieben und Blättern bleibt der Wuchs begrenzt; einmalige und individuelle Pflanzengestalten entstehen. Die Wuchsform junger Gewächse wird, z. B. durch Drahtung, so geformt, dass sie das Erscheinungsbild eines gealterten Baumes erhalten. Es gibt strenge Regeln für den Formschnitt und die Platzierung der einzelnen Pflanzen.
Schilderungen davon gelangten um 1600 durch erste Reisende nach Fernost und die Ostindischen Kompanien nach Europa. Der Franziskaner Mattes Ripa brachte von seiner Chinareise Kupferstiche mit, die den englischen Hochadel entzückten und in der Folge eine Mischform aus geometrischem und natürlichem Garten hervorbrachten, nämlich den Jardin chinois-anglais.
Im Rokoko-Lustgarten Sanssouci Friedrichs des Großen wurde wie in vielen anderen Parks dieser Zeit ein chinesisches Teehaus errichtet. Im 20. Jahrhundert entstanden, auch durch das neue Interesse an fernöstlichen Philosophien, viele chinesische Gärten, etwa in München, Frankfurt, Zürich oder Vancouver.

## Praxis

### Verwendung
Formschnittpflanzen werden aufgrund ihrer dominanten Wirkung meist sparsam eingesetzt. Ausnahmen bilden ausgesprochene Topiari-Gärten oder Bonsai-Sammlungen. Wenige, aber robuste und bewährte Arten werden der Gartengröße und dem Gartenstil angepasst. Sie bringen je nach Schnittform Ruhe oder Bewegung in den Gartenraum. Kugeln oder Quader wirken statisch, Spiralen, kurvig angelegte Hecken oder Wege dynamisch. Gewölbe Gehölzflächen und Gestaltungselemente, die sich wiederholen, erzeugen Rhythmik und Spannung. Farbkontraste entstehen zum Beispiel, wenn dunkles und helles Laub kombiniert wird, helle Pflanzen vor einem dunkelgrünen Eibenhintergrund stehen oder Schnee die Schnittformen nachzeichnet und betont. Durch die Kombination verschieden großer Gewächse in Gruppen ergeben sich Größenkontraste, ebenso wenn sich eine Solitärpflanze über eine Fläche aus niedrigen Bodendeckern erhebt. Formkontraste erzeugt der Gärtner, indem er runde und eckige, breite und schmale, spitze und stumpfe Pflanzengestalten zusammenstellt.

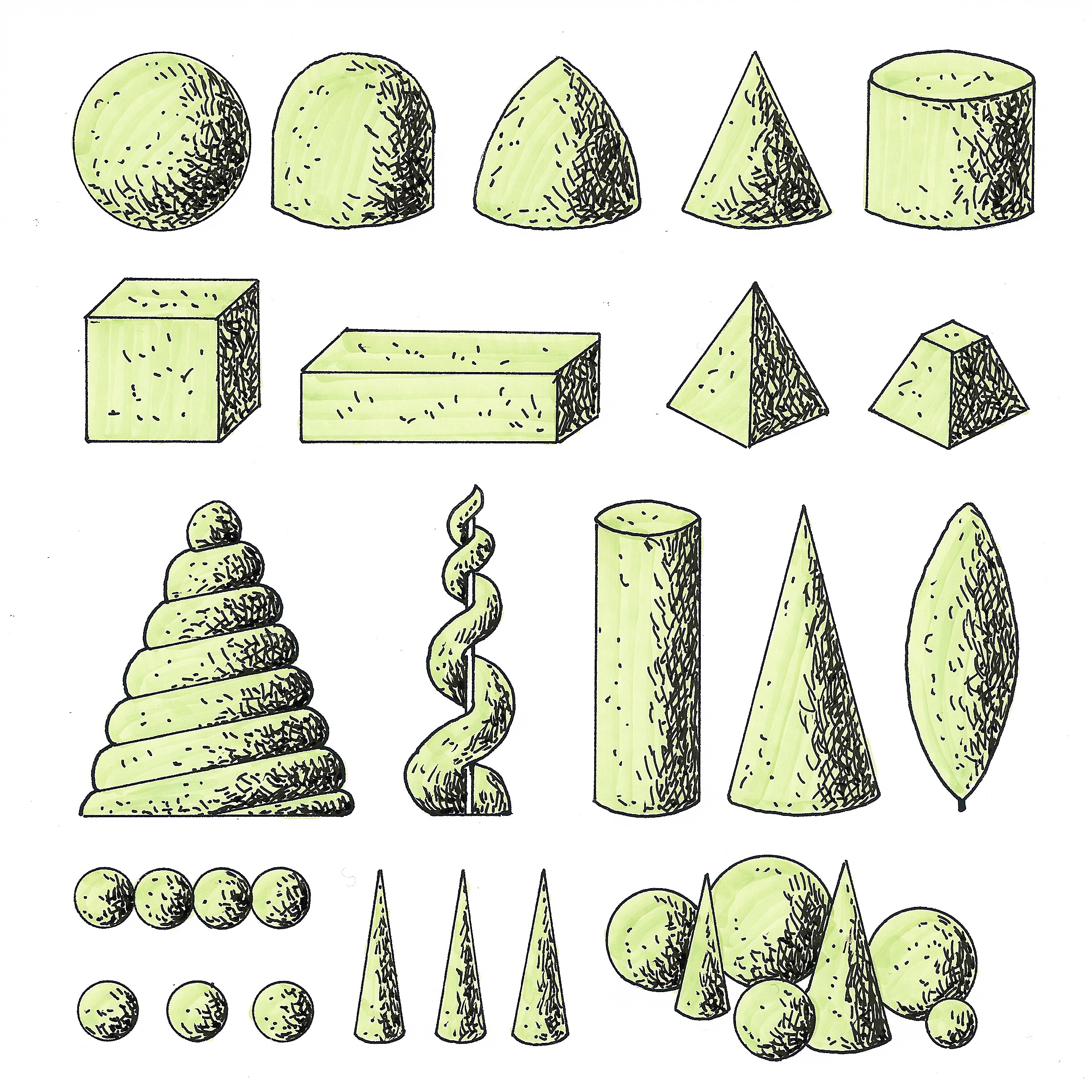
Grundformen
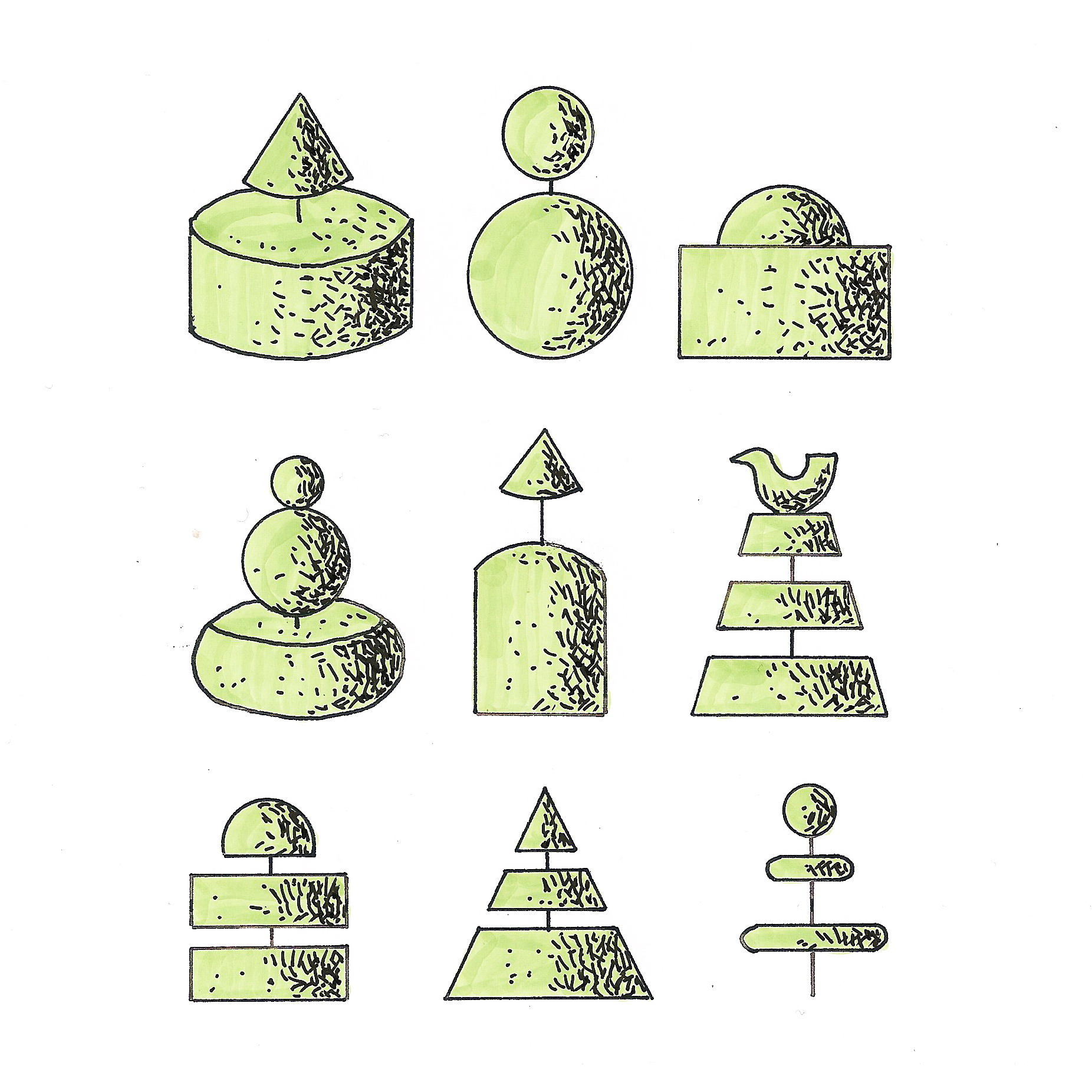
Mischformen
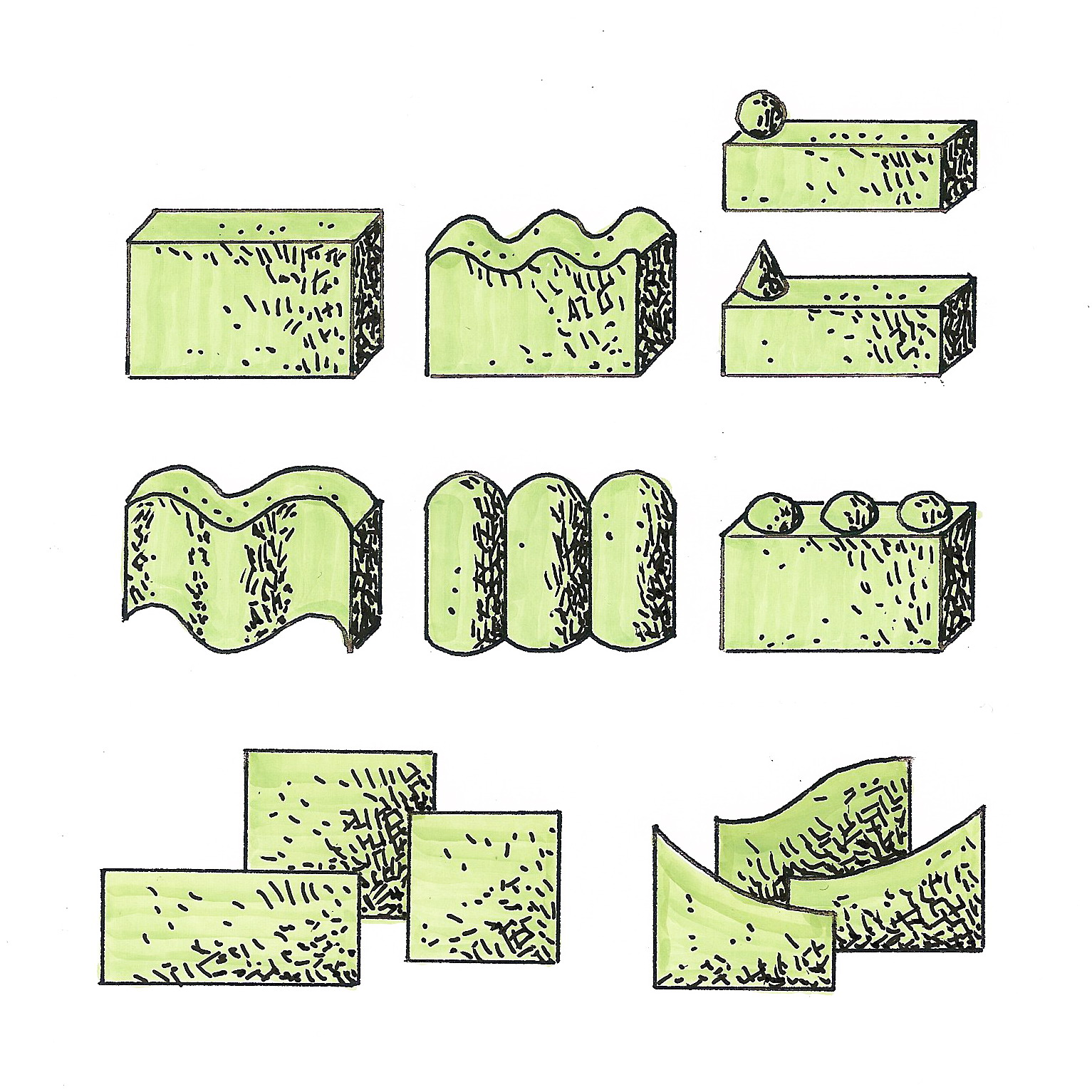
Hecken
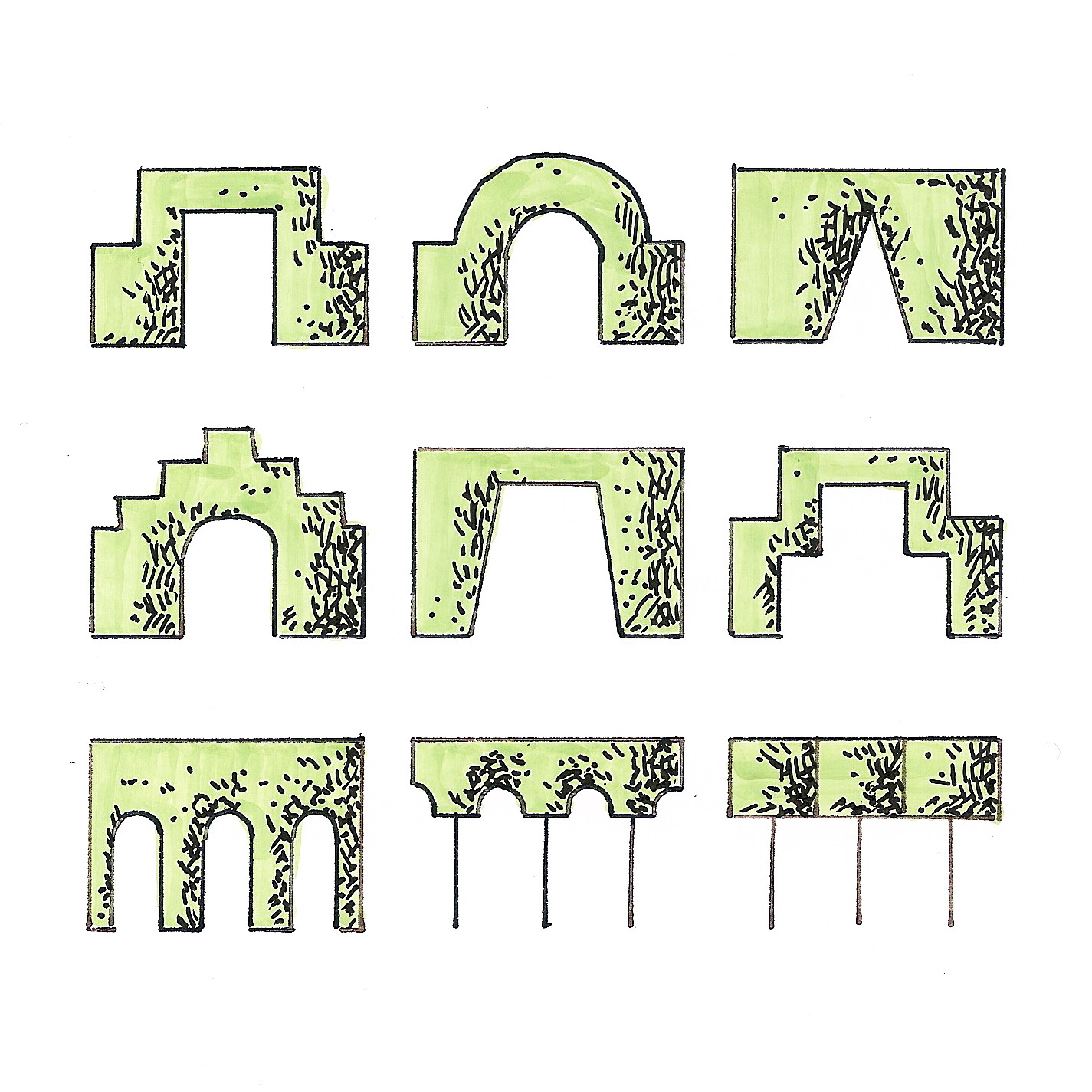
Tore und Baumwände

Geschnittene Hecken trennen Gartenräume, dienen als Sicht- und Schallschutz, bilden eine Abgrenzung zu Nachbargärten und werden häufig als Hintergrund für farbenprächtige Blumenrabatten verwendet. Raumachsen lenken den Blick in bestimmte Richtungen, Wege werden von Wacholderalleen oder Buchskugelreihen begleitet, wie im Blandy's Garden auf Madeira. Besonders auffällig wirken alle Solitärpflanzen; Blickfänge wie große Tierfiguren stehen beispielsweise in den Green Animals Topiary Gardens in Portsmouth, Rhode Island, USA, im König-Rama-IX.-Park in Bangkok und in Mumbai, Indien in den Ferozeshah Mehta Gardens, wo sich hängende Gärten mit lebensgroßen Giraffen, Elefanten und Affen befinden.

### Pflanzenauswahl
Entscheidend für die Wahl der zu formenden Pflanzen sind Wuchsform, Wuchsstärke, Belaubung, Blüte und Fruchtschmuck, aber auch Bodenansprüche, Standortwünsche, Frosthärte, Resistenz gegen Schädlinge und Krankheiten sowie Schnittverträglichkeit müssen beachtet werden. Der beliebte Buchsbaum etwa wird zunehmend vom Triebsterben, Buchsbaumkrebs und der Buchswelke befallen, zudem gibt es seit einigen Jahren Kahlfraß durch den Buchsbaumzünsler.
Klassische Heckenpflanzen sind winterharte Laub- oder Nadelgehölze wie Eibe, Thuja, Scheinzypresse, Buchsbaum, Hainbuche, Liguster, Feuerdorn und Berberitze. Weißdorn, Feld-Ahorn, Stechpalme und Wacholder wirken besonders als Solitär. Forsythien, Rhododendren und Azaleen sind zu Kugeln geschnitten ein außergewöhnlicher Schmuck.

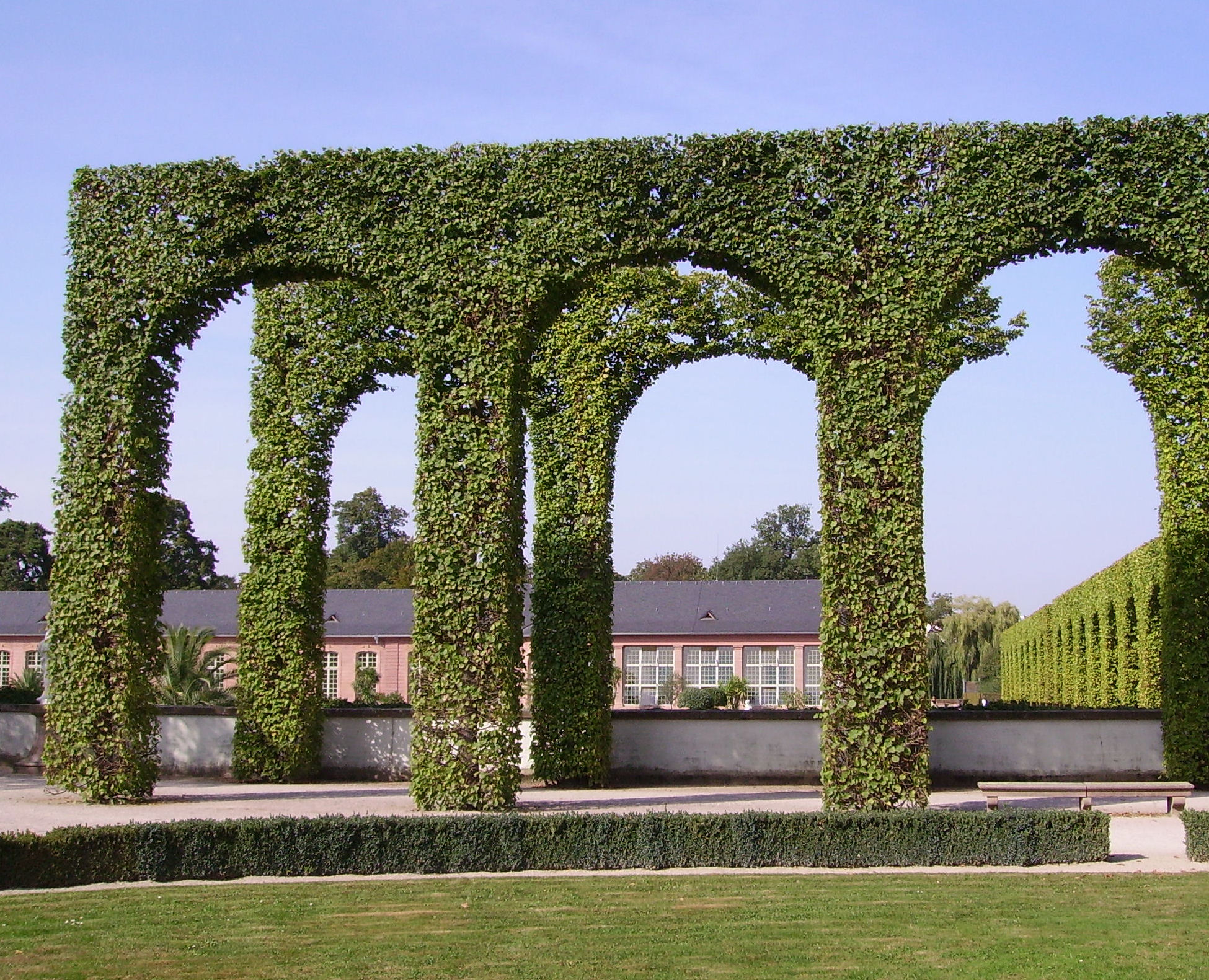
Baumwände aus Buchen im Garten von Schloss Schwetzingen

In Schlossgärten findet man gelegentlich Baumwände aus Winter-Linden, Rotbuchen, Hainbuchen, Mispeln oder Platanen. Sie haben zu Kugeln oder Quadern gestutzte Kronen oder bilden mit ihren in gleichmäßigen Abständen befindlichen Stämmen und an Drähten gebundenen Ästen lange Alleen.
An Spalieren werden vorzugsweise Birnen, Äpfel, Pfirsiche und Trauben gezogen. Als Hochstämmchen können unter anderem Glyzine, Weidenblättrige Birne, Ginkgo, Weide, Olivenbaum oder Lorbeer geformt werden. Aber auch Strauchmargerite, Fuchsie und Wandelröschen sind als Terrassenschmuck beliebt. Für Gehölzflächen sind Buchsbaum, Zwergmispel oder Spindelstrauch geeignet, ebenso Eibe, Japanische Stechpalme oder Diamant-Azalee. Bei dieser Alternative zum Rasen ist der Pflegeaufwand gering und es gibt keine Probleme mit Unkraut.

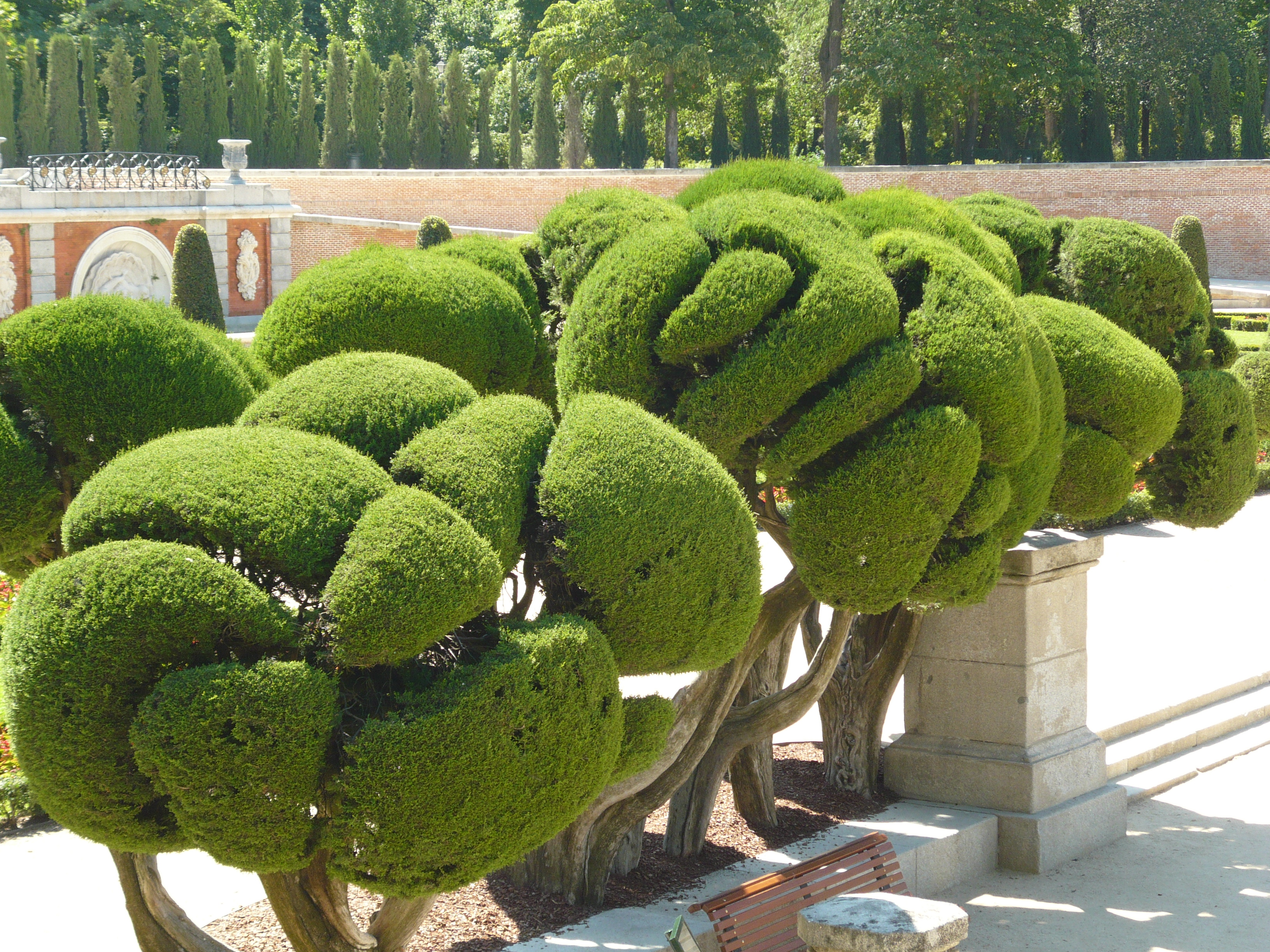
Groß-Bonsai im Parque del Buen Retiro, Madrid

Mediterrane Halbsträucher wie Echter Lavendel, Rosmarin, Edel-Gamander und Graues Heiligenkraut werden gerne für Einfassungen im Gemüsegarten verwendet, da graue Belaubung, Blütenfarbe und Duft für Abwechslung sorgen. Bonsai gestaltet man vorwiegend aus Kiefer, Japanischer Stechpalme, Liguster oder Fächer-Ahorn. Groß-Bonsai können eine beachtliche Höhe erreichen und werden vor allem als Blickfang in chinesisch oder japanisch inspirierten Gärten eingesetzt. Für Pflanzkübel eignen sich die meisten der aufgeführten Gewächse, aber auch Efeu, der in kurzer Zeit Drahtgestelle und Rankgerüste überzieht und ausfüllt.

### Schnitt
Pflanzen wachsen im Allgemeinen in die Höhe, wobei die oberste Triebspitze bevorzugt wird (Apikaldominanz). Schneidet man den Mitteltrieb weg, werden durch hormonelle Reize sogenannte Schlafende Augen und seitliche Knospen angeregt und treiben aus. Durch das Entfernen auch dieser Triebe entsteht der gewünschte buschige Wuchs mit einer dichten Oberfläche.
Der erste Schnitt ist der Gestaltungsschnitt. Hierbei legt man zunächst die grobe Form fest. Im Erhaltungsschnitt wird eine immer dichter werdende Verzweigung angestrebt. Die endgültige Größe der Pflanze kann durch mehr oder weniger starke Einkürzung präzise bestimmt werden. Ältere Pflanzen werden durch einen meist in Etappen durchgeführten Verjüngungsschnitt (siehe auch unter Kappung (Baum)) bis ins alte Holz zum Neuaustrieb angeregt. Man schützt sie anschließend mit Schattierleinen und verhindert so Schäden durch Austrocknung. Der Formschnitt erfolgt üblicherweise im Juni. Junge und wüchsige Pflanzen werden oft zweimal, im März und Ende Juni geschnitten, komplizierte Figuren auch öfter.

### Werkzeuge und Hilfsmittel

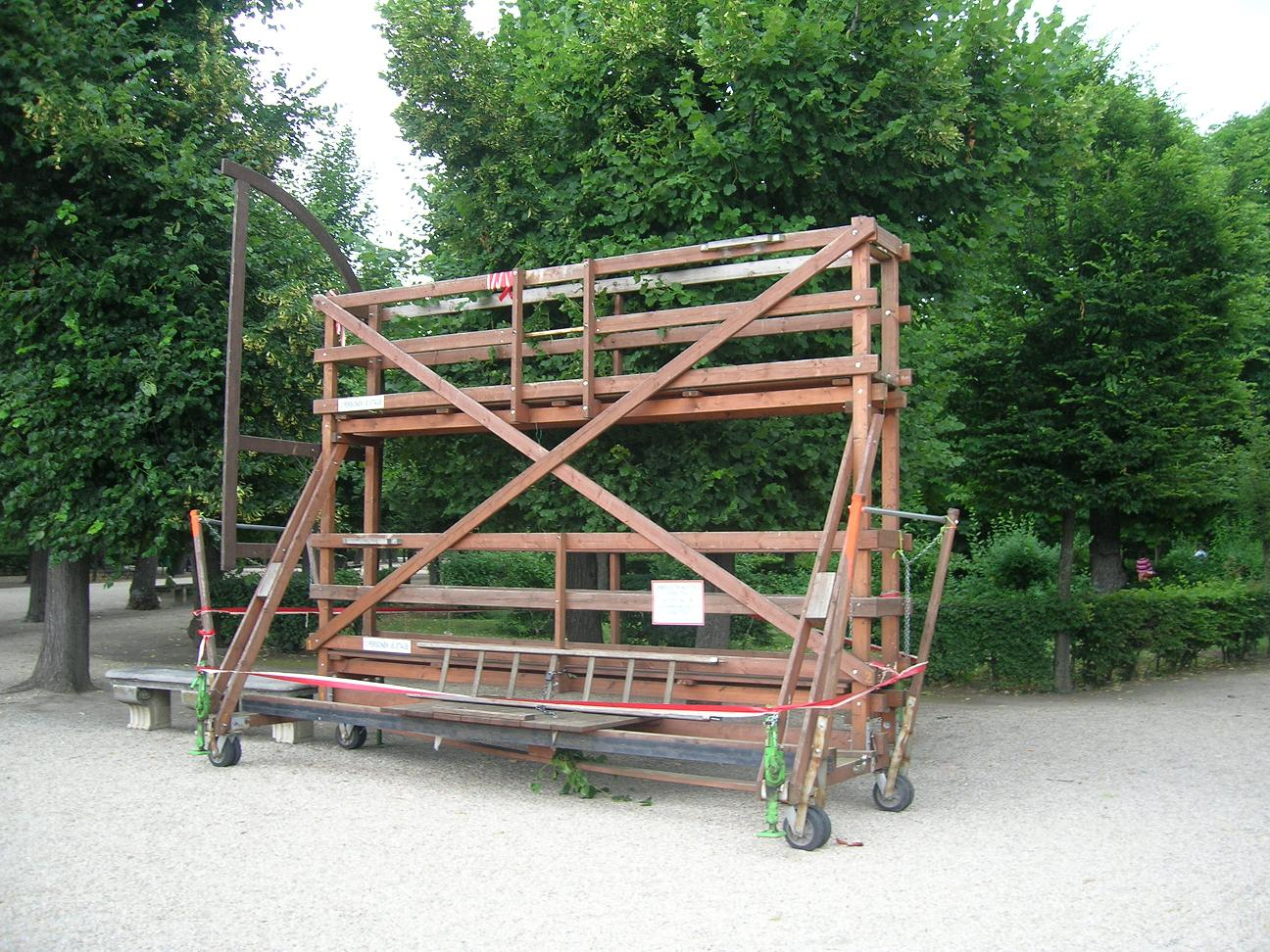
Gestell zum Heckenschneiden, Schloss Schönbrunn, Wien

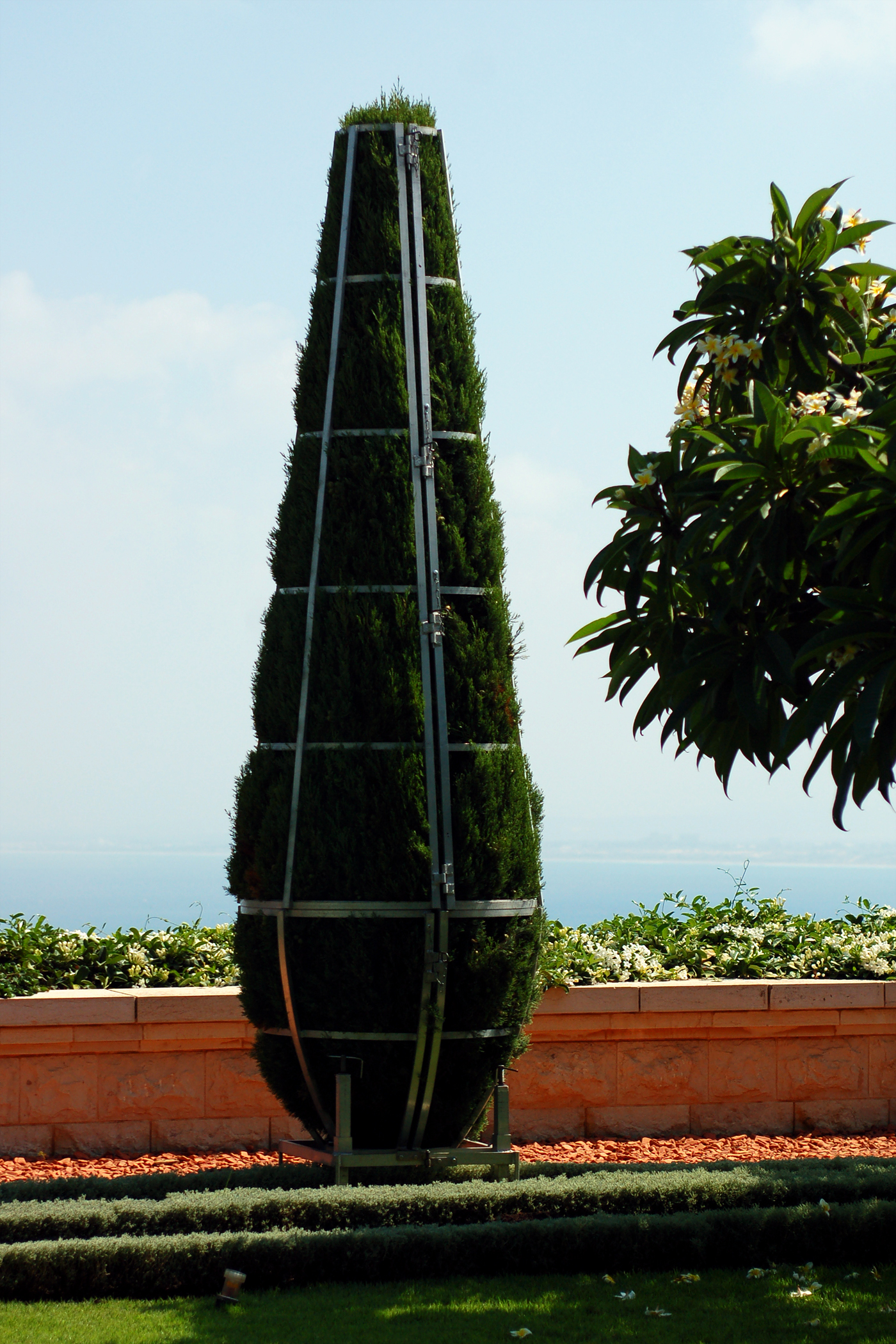
Schablonenartiges Gestell für den Formschnitt

Manuelle Schneidgeräte sind Heckenschere, Gartenschere, Schafschurschere, Baumschere oder Baumsäge. Rasenkantenscheren und Heckenscheren in verschiedenen Größen gibt es auch elektrisch betrieben oder als Akkugerät. Zum Schneiden gerader Formen sind Richtschnur, Messlatte und Senklot unerlässlich. Für große Pflanzen braucht man Leitern oder Arbeitsbühnen. Manche Gärtner verwenden halbkreisförmige Schablonen, um exakte Kugeln zu schneiden. Das Buchsbaumparterre im Kloster San Lorenzo de Trassonto in Santiago de Compostela aus der Mitte des 17. Jahrhunderts ist so dicht verwachsen, dass es nur von oben mit Hilfe eines Gerüsts geschnitten werden kann.
Die Pflanzen können auch an einem metallenen Rankgerüst, einer Kletterhilfe aus Holz, Bambus oder Weide und mit Hilfe eines Drahtgestells zu der endgültigen Form erzogen werden. Bei Groß-Bonsai wird das Astwerk durch Stäbe, Schnüre und Befestigungsbänder in die gewünschte Position gebracht.